# Variété (groupe)
Pour les articles homonymes, voir Variété.
Variété est un groupe de new wave polonais, originaire de Bydgoszcz.

## Biographie
Le groupe est formé à l'automne 1983 sous le nom de ZyZyZy, avant de changer pour Variété est Morte, et ensuite simplement Variété. La première formation du groupe comprend le chanteur et compositeur Grzegorz Kaźmierczak, Wojciech Woźniak (basse), Jacek Buhl (batterie), Radosław Urbański (guitare) et Sławomir Abramowicz (saxophone). Le groupe fait ses débuts au Festiwalu Muzyków Rockowych en 1984, où il gagne l'intérêt avec un style cold wave empli de poésie. Le groupe revient sur la scène locale en 1985.
En 1985, Variété entre en studio pour enregistrer deux chansons pour son premier single, I znowu ktoś przestawił kamienie. En 1986, ils enregistrent dix chansons pour leur premier album studio, Bydgoszcz. À la veille de la signature d'un contrat avec Razem, les bandes originales ont été volées. Seules des copies de mauvaise qualité seront publiées en Pologne. L'une d'entre elles est publiée en 1992 par l'Akademickie Radio Pomorze. L'album est officiellement publié sur CD uniquement en 2002 par Furia Musica sous le titre Bydgoszcz 1986. Ils jouent ensuite un concert à Jarocina en 1986, qui sera filmé par la chaine télévisée BBC pour un documentaire appelé My Blood, Your Blood mais qui, à cause du mauvais éclairage, ne sera pas inclus.
En 2005, le groupe publie un nouvel album intitulé Nowy materiał chez EMI Music Poland. À l'automne 2006, Kaźmierczak et Maciejewski partent à New York et y enregistrent l'album Zapach wyjścia, avec Luigim Franceschinim (percussions) et Donaldem Dixonem (basse). L'album est publié en 2008 au label Kuka Records.
En 2011, Variété commence à répéter avec le batteur Marcin Karnowski (3moonboys et George Dorn Screams). Ils enregistrent Piosenki kolonistów qui est bien accueilli par la presse locale, publié chez 247Records en 2013. En 2017, ils annoncent un nouvel album.

## Discographie

### Albums studio
- 1992 : Bydgoszcz
- 1993 : Variété
- 1995 : Koncert Teatr STU
- 1996 : Wieczór przy balustradzie
- 2005 : Nowy materiał
- 2008 : Zapach wyjścia
- 2013 : Piosenki kolonistów
- 2015 : PPA Wrocław 2015

### Single
- 1985 : I znowu ktoś przestawił kamienie

### Bootleg
- 1984 : Nothing

### Apparition
- 1997 : Polish New Wave - avec les chansons I znowu ktoś przestawił kamienie et Te dni